# Kirche des Hl. Johannes von Kronstadt zu Hamburg

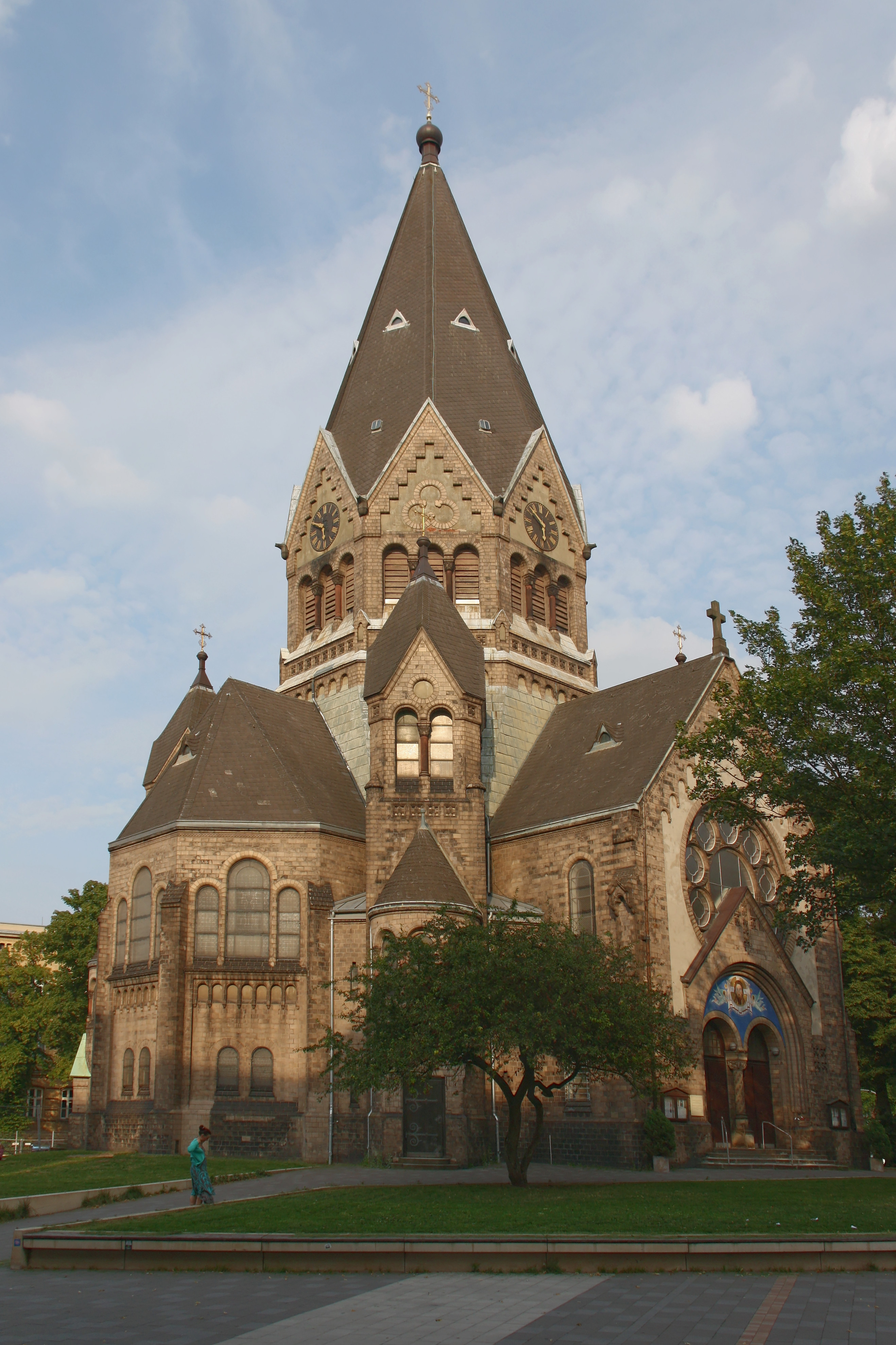
Orthodoxe Kirche des Heiligen Johannes von Kronstadt in Hamburg-St.Pauli, Ansicht von Südwesten

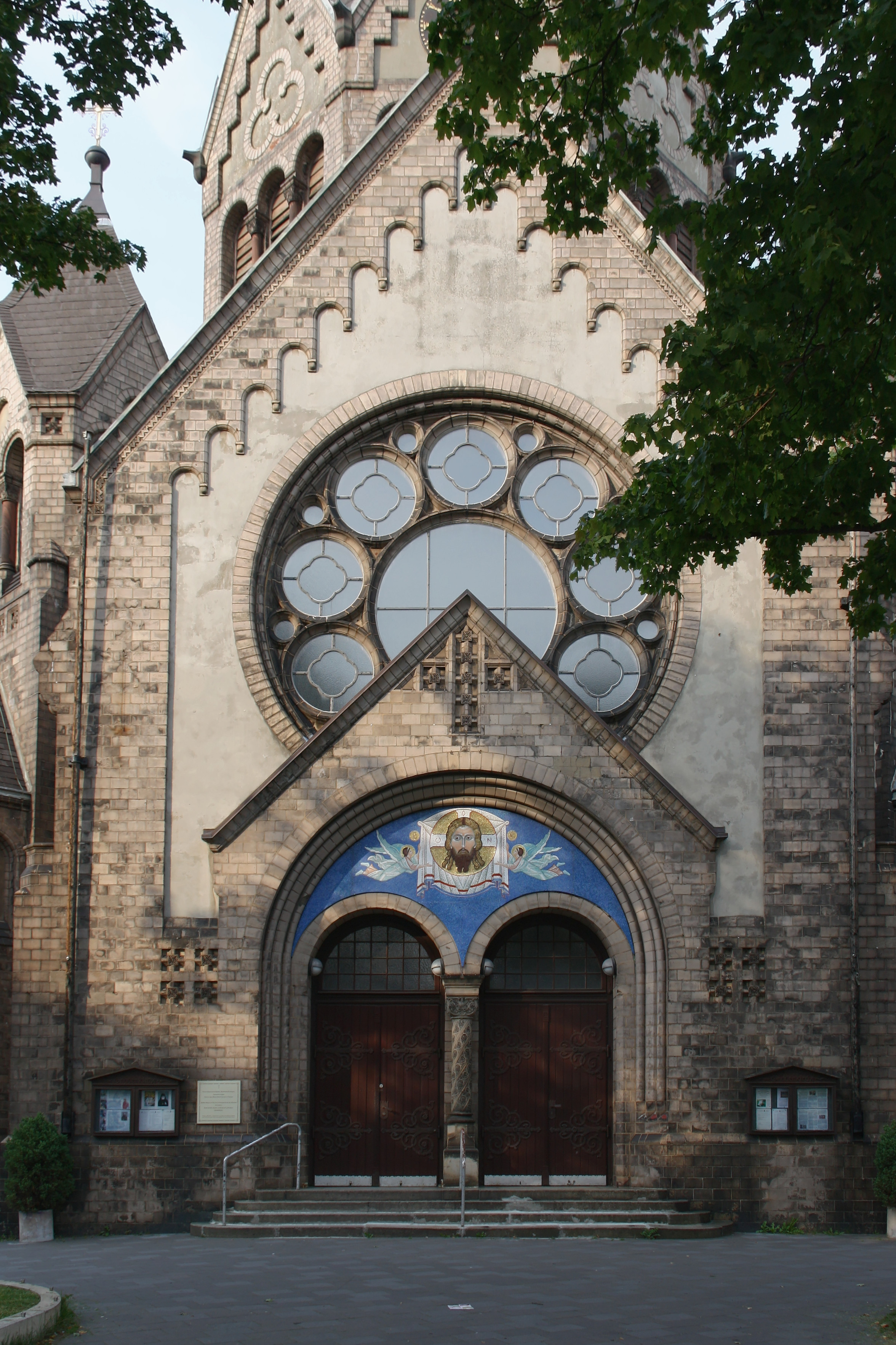
Eingangsportal

Die Kirche des Hl. Johannes von Kronstadt zu Hamburg ist ein zur Russisch-orthodoxen Kirche gehörender Sakralbau im Hamburger Stadtteil St. Pauli. Sie wurde ursprünglich 1906 als evangelisch-lutherische Gnadenkirche erbaut und am 30. Mai 2007 nach orthodoxer Tradition geweiht.

## Geschichte

### Bau als „Gnadenkirche“
Mit dem starken Wachstum ihrer Gemeinde im Bereich des Karolinenviertels Ende des 19. Jahrhunderts konnten die Möglichkeiten der St.-Pauli-Kirche schon bald nicht mehr mithalten. So begannen im Jahr 1904 die Planungen für eine Filialkirche in unmittelbarer Nähe zu Wohnsiedlungen und wichtigen Gewerbegebieten wie dem Schlachthof.
Der Bau wurde am 8. Juli 1906 mit der Grundsteinlegung eingeleitet und stand unter der Leitung des Architekten Fernando Lorenzen. Dieser schuf einen Zentralbau nach den Grundsätzen des Wiesbadener Programms, den er nach außen neoromanisch in Anlehnung an rheinisch-staufische Formen gestaltete. Dadurch wirkte die Kirche – so die zeitgenössische Kritik – bereits „zur Erbauungszeit nicht nur überholt [...], sondern für Hamburg auch völlig untypisch“. Die Außenansicht wird von einem wuchtigen achteckigen Turm – einem Oktogon – dominiert, um den sich mehrere kapellenartige Anbauten und Querschiffe formieren. Auch der Innenraum wird dadurch im Achteck gegliedert und ist elliptisch mit der Hauptachse in Nord-Süd-Richtung ausgerichtet. Lorenzen nahm die Tradition des auf den Kanzelaltar fokussiertem barocken Kirchenraumes wieder auf. Die von Paul Rother gebaute Orgel positionierte er unmittelbar über Kanzel und Altar, wodurch Wort und Musik als Schwerpunkte der Liturgie auch architektonisch miteinander verbunden werden sollten. Für die seitlichen Apsiden auf der Empore schuf Carl Otto Czeschka zwei farbige Glasfenster Die Schöpfung und Die Geburt Christi (1911–1919, im Zweiten Weltkrieg zerstört). Damals war Werner von Melle Vorsitzender des Kirchenvorstandes.
Am 1. Dezember 1907 wurde die Kirche eingeweiht und dabei der Gnade Gottes gewidmet, eine bewusste Bezugnahme auf ihren Standort nahe den Gerichten am Justizforum und dem Gefängnis Holstenglacis. Die ersten Pastoren der Gnadenkirche waren Johannes Walter Kärner, Hermann Theodor Strasosky, Franz Tügel und Gustav Max Kunze. Später wurde die Gnadenkirche geprägt durch die Pastoren Hartmut Winde und Dirk Römmer.
Das Gebäude wurde während der Bombenangriffe auf Hamburg im Zweiten Weltkrieg so stark beschädigt, dass es erst ab 1947 wieder genutzt werden konnte. Die Fenster sowie ein großer Teil des Kirchenschiffs wurden vernichtet. 1957 erfolgte eine Restaurierung der Orgel durch die Firma Walcker.
In den folgenden Jahren führten Veränderungen der Bevölkerung im Einzugsgebiet zu sinkenden Besucherzahlen, durch die recht isolierte Lage auf einer Verkehrsinsel ging vermutlich auch die Identifizierung der Kirche mit den angrenzenden Wohnvierteln verloren. Das Gebäude wurde verstärkt für nicht-sakrale Zwecke genutzt und so in Hamburg als „Kunstkirche“ bekannt. Die Kirchengemeinde fusionierte 2002 mit der Gemeinde der St.-Pauli-Kirche. Um das Gebäude weiterhin als Gotteshaus zu erhalten, wurde es 2004 an eine Hamburger Gemeinde der Russisch-orthodoxen Kirche des Moskauer Patriarchats übergeben. Seitdem trägt sie den Namen des Heiligen Johannes von Kronstadt, eines Erzpriesters, Predigers und geistlichen Schriftstellers.

### Umbau zur „Kirche des Heiligen Johannes von Kronstadt“

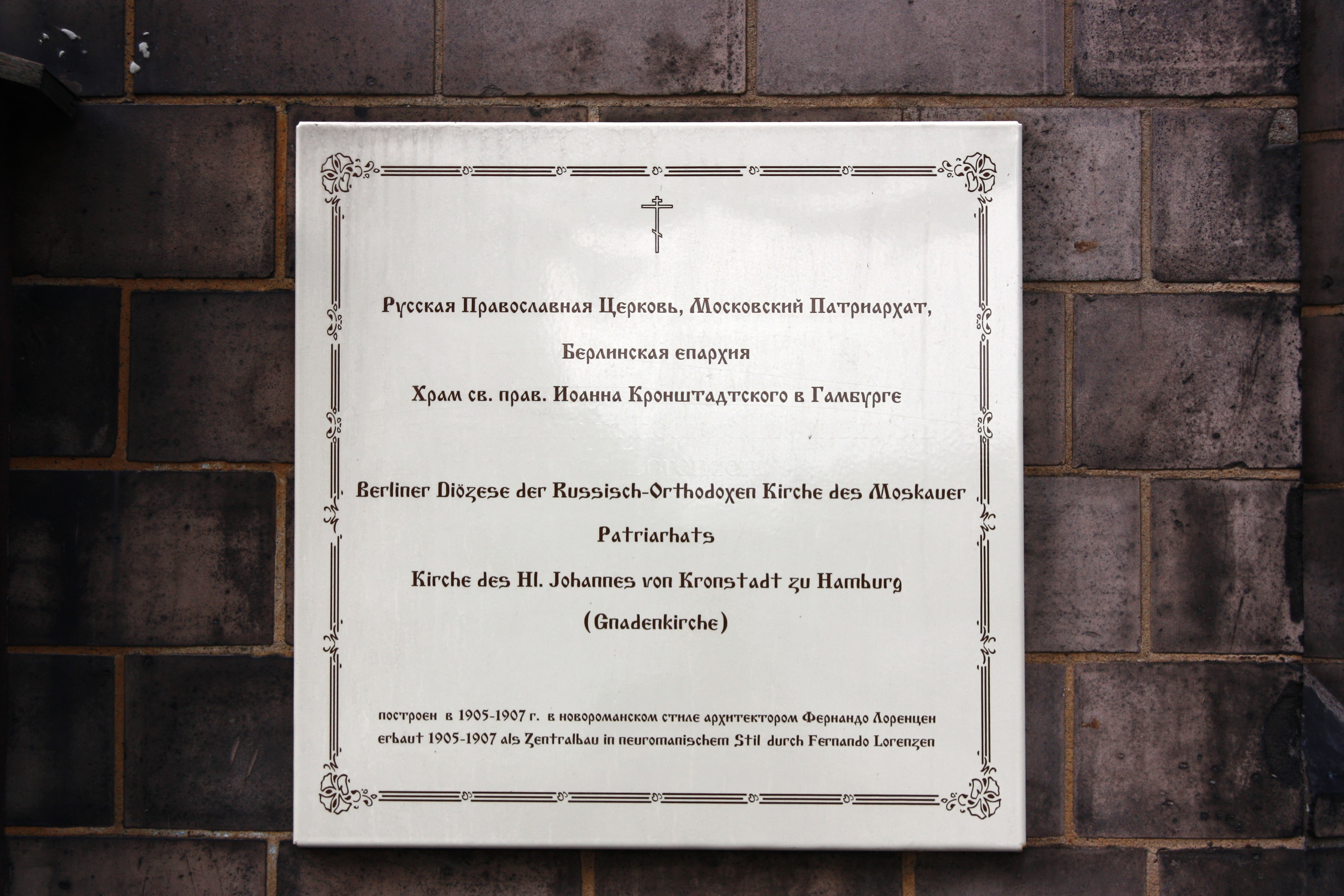
Orthodoxe Kirche des Heiligen Johannes von Kronstadt in Hamburg-St.Pauli, Informationstafel

Die Russisch-orthodoxe Gemeinde des Hl. Johannes von Kronstadt in Hamburg wurde im Januar 2001 gegründet. Sie zählte im Jahr 2010 ca. 2000 Mitglieder.
Der Innenraum wurde nach dem Erwerb umfangreich umgebaut, da der byzantinische Ritus gänzlich andere Anforderungen stellt. Die Sitzbänke wurden von der Mitte an die Wände des Kirchenschiffs versetzt, die Kanzel platzierte man an der linken Seite der Ikonostase. Der Sandsteinaltar der evangelischen Vorgängergemeinde befindet sich heute in der St.-Pauli-Kirche, die Orgel wurde entfernt. Die bereits bestehende Trennwand zwischen Sakristei und Hauptraum wurde zur Grundlage der Ikonostase. Am äußeren Erscheinungsbild änderte sich bis auf die Verwendung orthodoxer Kreuze auf den Türmen nur wenig.
Ein in unmittelbarer Nähe liegendes Gebäude aus dem Jahr 1881 war ursprünglich als Gemeindehaus vorgesehen, allerdings so stark von Schädlingen befallen, dass es 2012 abgerissen werden musste. An seiner Stelle errichtete man einen vom Berliner Architekten Jörg Springer entworfenen Neubau.

## Architektur
Den Grundriss der Kirche bildet ein griechisches Kreuz. Im Stil des Historismus ausgeführt, ist der Zentralbau von ostkirchlichen Sakralbauten inspiriert, insbesondere vom Bautyp georgischer Kirchen. Die für die mitteleuropäische Bauweise ungewöhnliche Architektur mit runder Formgebung und bestimmten Elementen aus der Romanik und Gotik erinnert an den Baustil der byzantinischen Kirchen. In ihrem jetzigen Erscheinungsbild mit fünf Zwiebeldachtürmchen und orthodoxen Kreuzen nimmt der Kirchenbau die klassische Bauweise von osteuropäischen orthodoxen Kirchen auf.

## Ausstattung
Die Ikonen sind in einer heute selten verwendeten Technik von Malerei auf Stein ausgeführt, wodurch dieses Projekt in Europa für die heutige Zeit einzigartig ist.
Die Ikonostase enthält u. a. Werke mit Bezug zum deutschen Kulturraum, dazu gehören drei Vertreter, welche von der Russisch-Orthodoxen Kirche heiliggesprochen wurden, der Hl. Prokop von Ustjug, die Hl. Elisabeth und der Hl. Ansgar, welcher sowohl in der Ostkirche als auch in Mittel- und Nordeuropa besonders verehrt wird.

## Kirchenfriedhof und Filialkirche Hl. Myronträgerinnen
Seit dem Jahr 2014 befindet sich im Hamburger Stadtteil Bahrenfeld im Stadtbezirk Altona ein Begräbnisplatz der Russisch-orthodoxen Hauptgemeinde; dazu wurde eine Filialkirche errichtet, die neben ihrer Funktion als Begräbniskapelle auch für Gebets- und Musikveranstaltungen genutzt wird.

## Fotografien

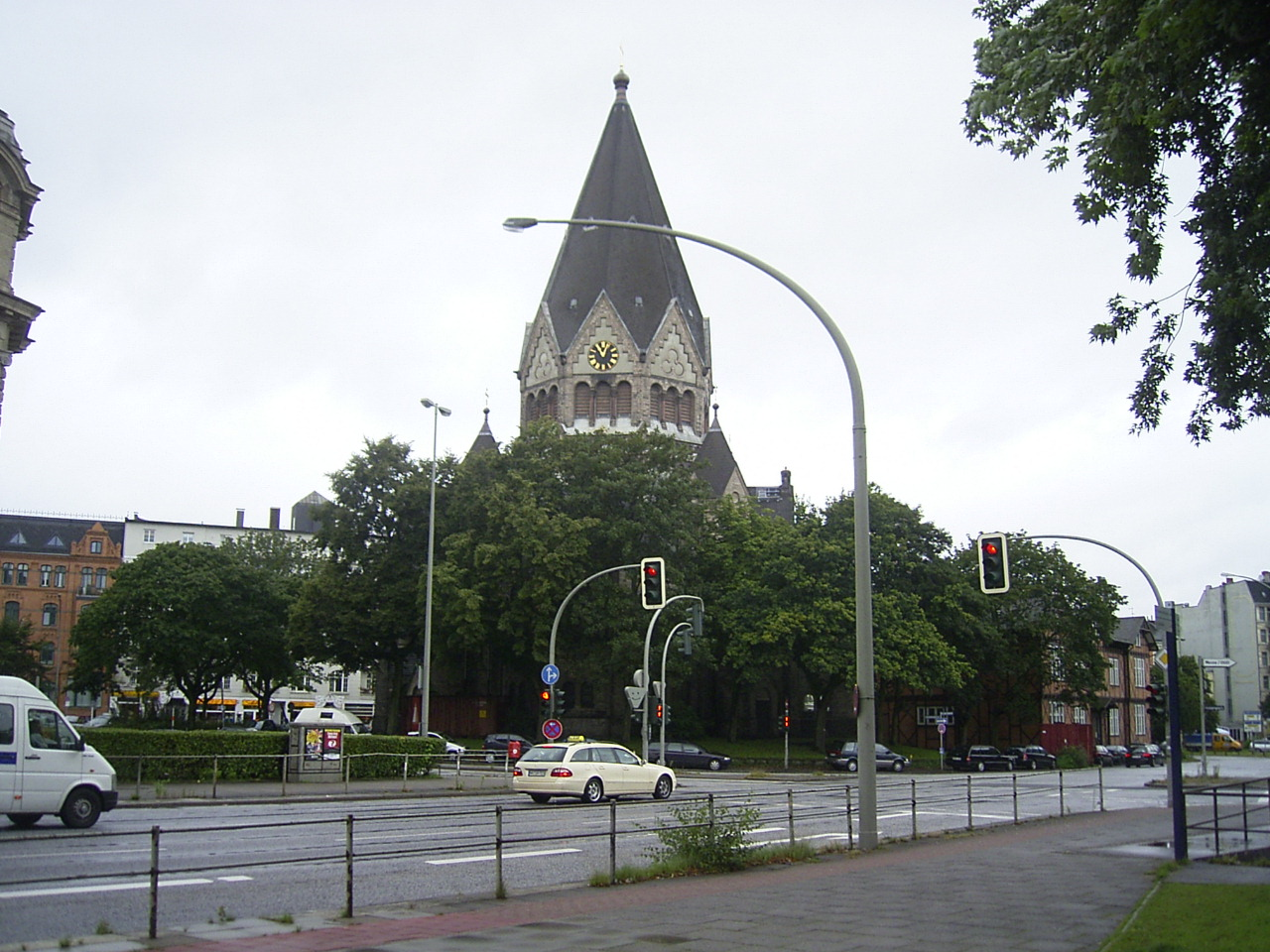
Zustand 2007, rechts neben der Kirche noch mit altem Gemeindehaus
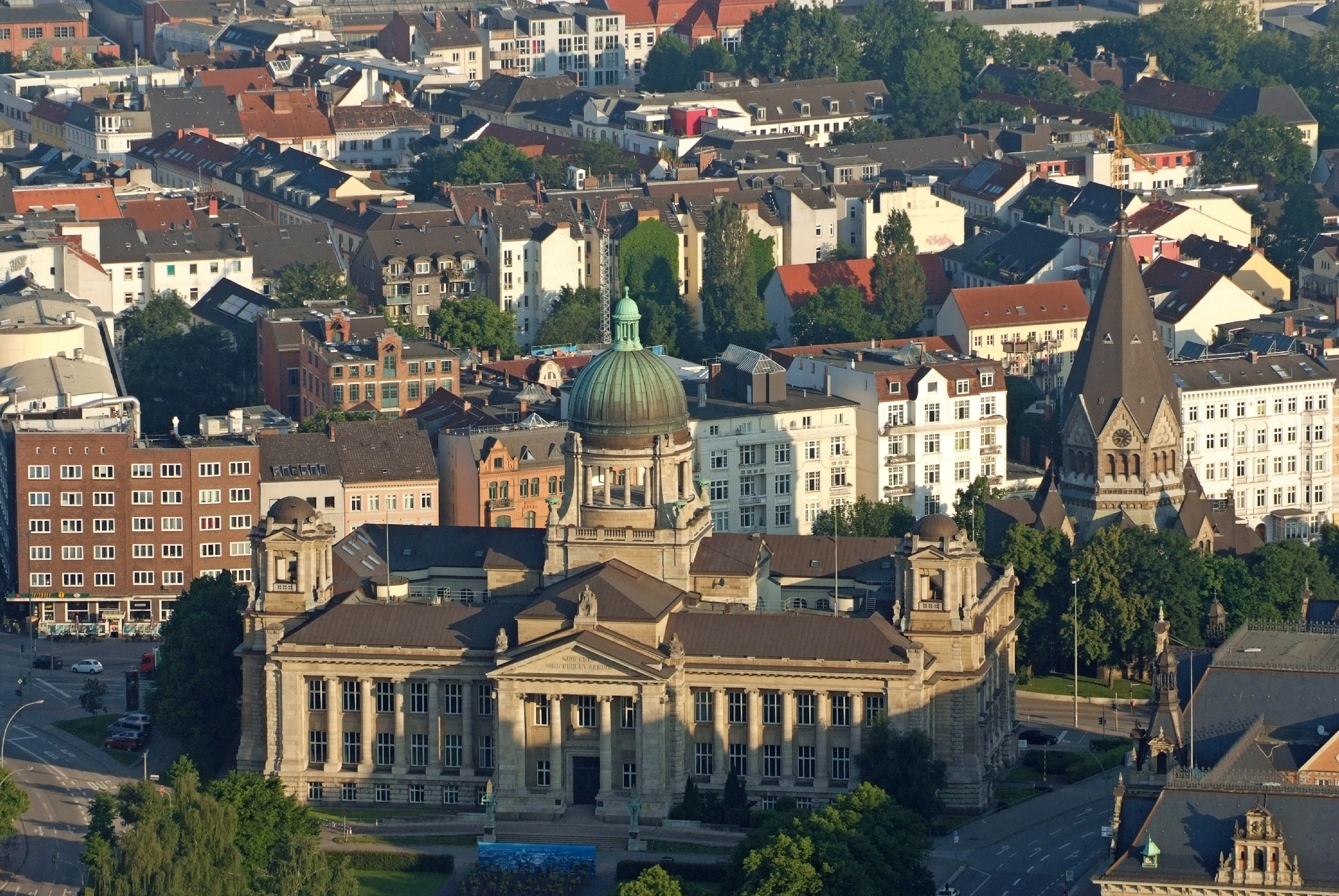
Luftaufnahme der Kirche (rechts hinter dem Oberlandesgericht)
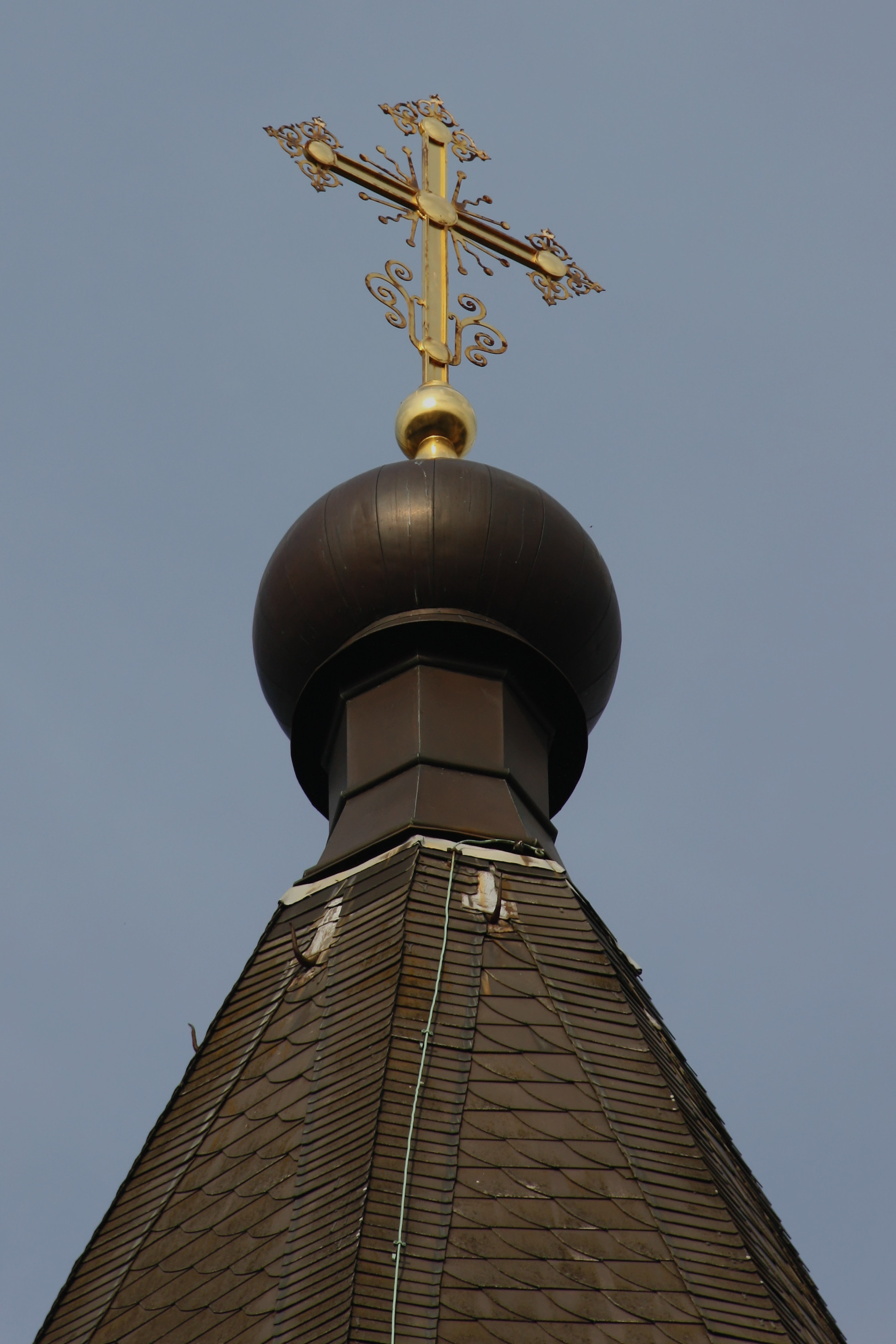
Turmkreuz 2013
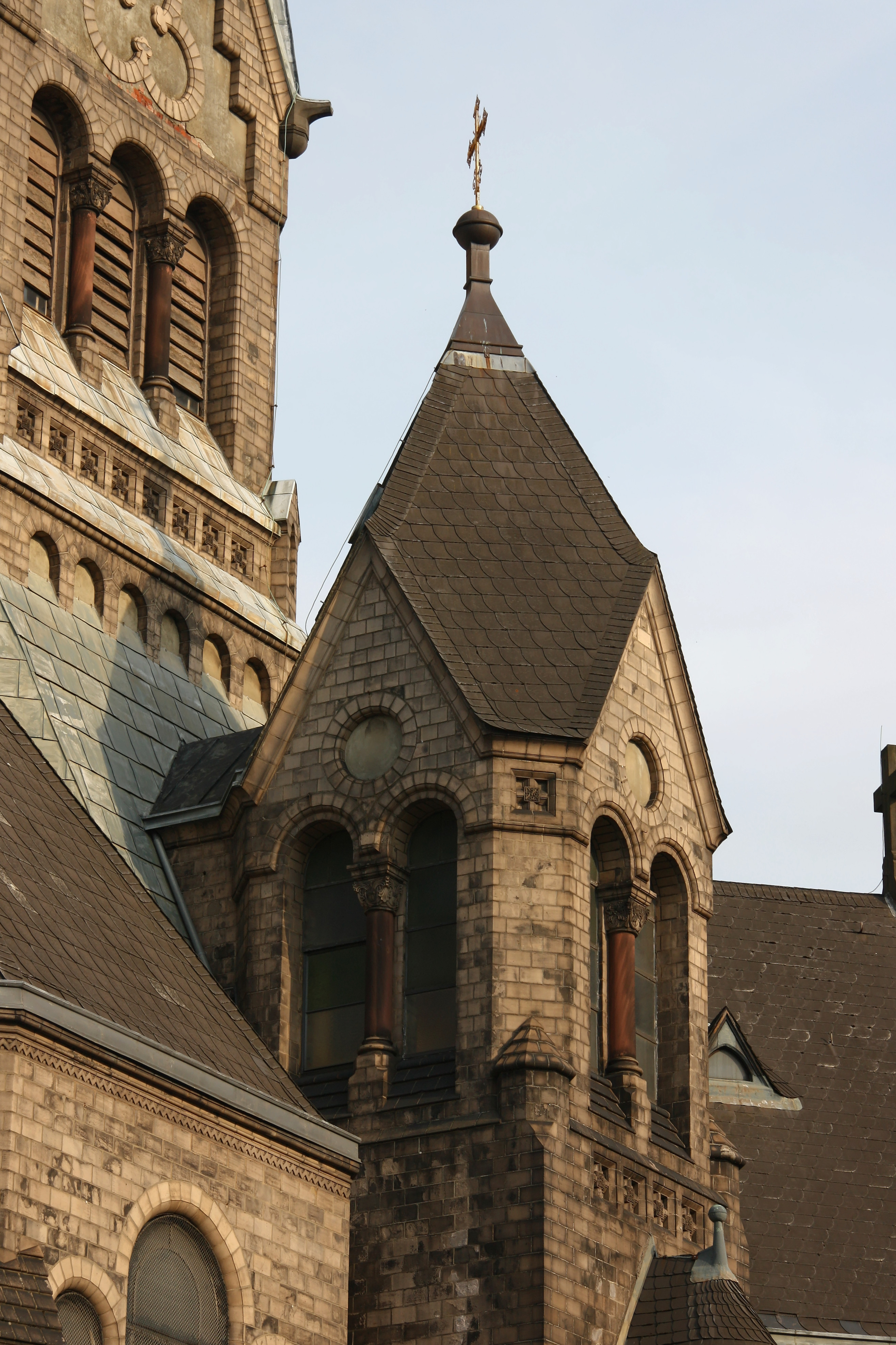
Südwestturm als Beispiel für den neoromanischen Baustil